# Good Morning Revival
Good Morning Revival är Good Charlottes fjärde studioalbum som släpptes den 21 mars 2007.

## Låtlista
1. "Good Morning Revival" - 0:56
2. "Misery" - 3:49
3. "The River" - 3:15
4. "I Don't Wanna Be in Love (Dance Floor Anthem)" - 4:04
5. "Keep Your Hands off My Girl" - 3:25
6. "Victims of Love" - 3:45
7. "Where Would We Be Now" - 3:58
8. "Break Apart Her Heart" - 3:19
9. "All Black" - 4:19
10. "Beautiful Place" - 3:50
11. "Something Else" - 3:19
12. "Broken Hearts Parade" - 3:15
13. "March On" - 3:11